# Bogoroditsk
Bogoroditsk (en russe : Богородицк) est une ville de l'oblast de Toula, en Russie, et le centre administratif du raïon Bogoroditski. Sa population s'élevait à 30 199 habitants en 2021.

## Géographie
Bogoroditsk est située sur le cours supérieur du Don, à 58 km — 70 km par la route — au sud-est de Toula et à 222 km au sud de Moscou.

## Histoire
C'est une ancienne ville russe, un fort est construit contre les ennemis au sud de Moscou. Bogoroditsk a été fondé dans les années 1660 comme un fort en bois. En 1770, le fort a été démoli pour faire place au palais de la famille Bobrinski. Le premier propriétaire, le comte Alexeï Bobrinski, était le fils du comte Grigori Orlov et de Catherine II. Le château, conçu par Ivan Starov et en partie détruit pendant la Seconde Guerre mondiale, est mitoyen d'un parc à l'anglaise magnifique, conçu par Andreï Bolotov, sans doute le plus ancien de Russie, en dehors de Saint-Pétersbourg. Bogoroditsk a le statut de ville depuis 1777.
Pendant la Seconde Guerre mondiale, la ville est sous occupation du 15 novembre au 15 décembre 1941. Les nazis exécutent 32 personnes et détruisent 65 % des foyers. La ville est libérée par la 324e division d'infanterie et la 41e division de cavalerie de la 10e armée.

## Population
Recensements ou estimations de la population
| 1856  | 1897* | 1926* | 1939*  | 1959*  | 1970*  | 1979*  |
| ----- | ----- | ----- | ------ | ------ | ------ | ------ |
| 4 700 | 4 768 | 6 417 | 13 194 | 24 427 | 32 458 | 33 251 |

| 1989*  | 2002*  | 2010*  | 2012   | 2013   | 2014   | 2015   |
| ------ | ------ | ------ | ------ | ------ | ------ | ------ |
| 33 552 | 30 884 | 31 897 | 31 665 | 31 554 | 31 404 | 31 363 |

| 2016   | 2017   | 2018   | 2019   | 2020   | 2021   | - |
| ------ | ------ | ------ | ------ | ------ | ------ | - |
| 31 379 | 31 263 | 31 139 | 30 772 | 30 433 | 30 199 | - |

## Patrimoine
Patrimoine religieux

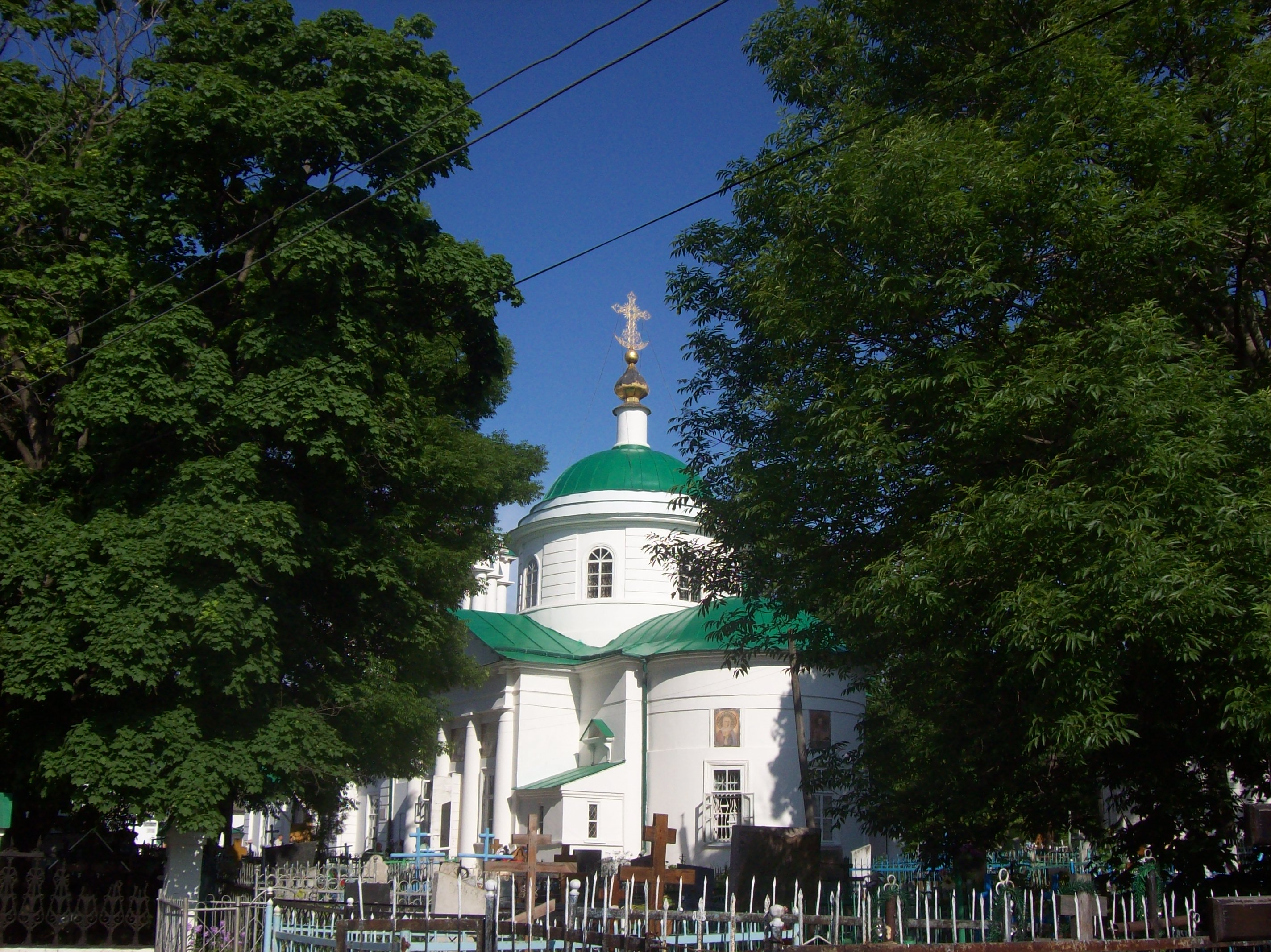
Église de la Dormition de la Théotokos.
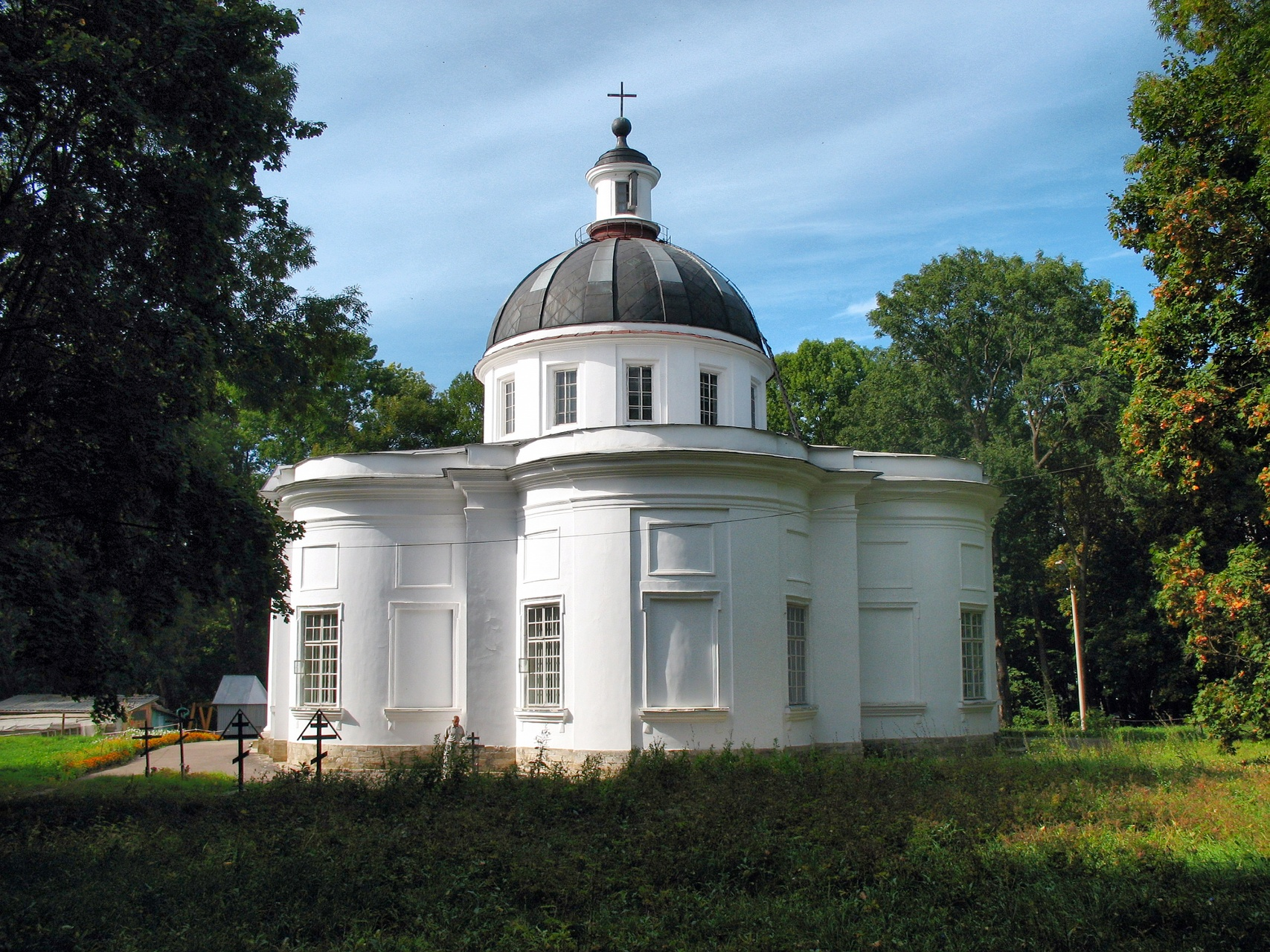
Église de Kazan de Bogoroditsk.
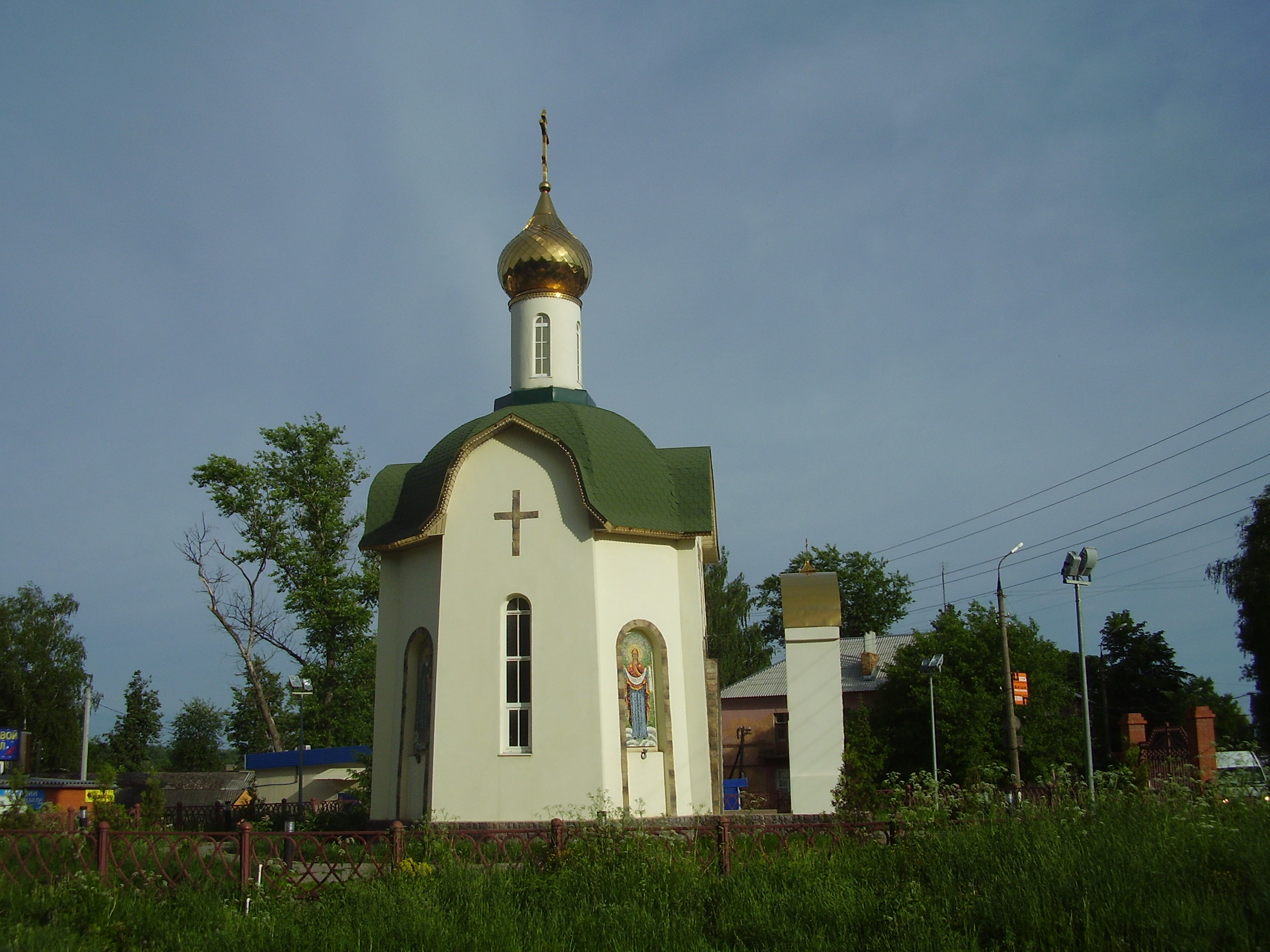
Chapelle de la Théotokos.

## Économie
La région de Bogoroditsk cultive les céréales (seigle, blé, sarrasin), la betterave à sucre et élève les bovins et les porcs. L'industrie consiste dans l'extraction de charbon, l'industrie alimentaire. Les principales entreprises sont :
- OAO Bogoroditski zavod tekhnitcheskikh (ОАО "Богородицкий завод технических химических изделий") : lampes de bureau, lampadaires, jouets, souvenirs.
- OAO Tovarkovossakhar (ОАО "Товарковосахар") : sucre en poudre.